# Ricardo Montaner 2
Ricardo Montaner 2 es el título del segundo álbum de estudio grabado por el cantautor venezolano Ricardo Montaner. Fue lanzado al mercado por la empresa discográfica TH-Rodven a finales de 1988. Con este disco, Montaner logra consolidarse no solo en Venezuela, sino también en Sudamérica y en México, Estados Unidos y Latinoamérica, después del éxito que obtuvo con su anterior trabajo. Este segundo álbum mantiene en líneas generales, el mismo estilo musical desarrollado en el disco antecesor Ricardo Montaner (1986).
Según el sitio Discogs existen 19 ediciones o versiones de este disco, siendo publicado en Venezuela, Ecuador, Colombia, Panamá, Costa Rica, Honduras, Nicaragua, El Salvador, Argentina, EE. UU., México, Guatemala, República Dominicana, Paraguay, Uruguay, Chile, Puerto Rico, Bolivia y Perú.

## La producción
«Tan enamorados», una adaptación que hace de «Per noi innamorati» del cantautor italiano Gianni Togni,  sería el sencillo principal de esta placa discográfica. Habría de llegar al puesto 9 del Hot Latin Tracks de la revista Billboard el 17 de diciembre de 1988. En este chart habría de mantenerse durante 40 semanas. La canción fue elegida como canción de apertura para la telenovela venezolana de la cadena de televisión Venevisión Niña bonita (1988-1989), protagonizada por Ruddy Rodríguez y Luis José Santander. Én ella, Ricardo Montaner, tendría una pequeña participación como el doctor Arnaldo Blanco.
«Solo con un beso», también ingresó al Hot Latin Tracks. Lo hizo el 11 de febrero de 1989, y tendría mejor posición que el sencillo anterior, ya que el 27 de mayo de ese año llegaría a la séptima posición del chart. 33 semanas habría de permanecer en el popular chart de la revista norteamericana Billboard. A estos sencillos le siguieron temas como el dúo que Montaner grabó junto al cantautor argentino Alejandro Lerner: «Tu piano y mi guitarra», y que Ricardo había de interpretar con él en vivo por invitación de Alejandro en el teatro Opera en 1989. Esta canción rápidamente se convirtió en éxito radial. Siguiendo posteriormente con los sencillos de «Solo con un beso», «A dónde va el amor», «Qué le diré, qué me dirá». También se promocionó en la radio, con muy buena aceptación, la canción titulada «Tú».
Con este álbum también sucedió lo mismo que con el anterior, que canciones que no fueron seleccionadas como sencillos oficiales para promocionarlos en radio, de igual manera se hicieron sonar insistentemente en la pauta musical de las radio-emisoras, ayudando así a subir las ventas de este trabajo musical.

## Lista de canciones
| Ricardo Montaner 2 |                                                 |                                                                |          |  |
| N.º                | Título                                          | Escritor(es)                                                   | Duración |  |
| 1.                 | «Tan enamorados» (Per noi innamorati)           | Gianni Togni · Guido Morra Adapt: al español: Ricardo Montaner | 4:18     |  |
| 2.                 | «¿A dónde va el amor?»                          | Juan Carlos Pérez Soto                                         | 3:56     |  |
| 3.                 | «La bella durmiente y yo»                       | Alejandro Lerner                                               | 3:35     |  |
| 4.                 | «Solo con un beso»                              | Fernando Osorio                                                | 3:24     |  |
| 5.                 | «Tú»                                            | Ricardo Montaner · Pablo Manavello                             | 3:26     |  |
| 6.                 | «Tu piano y mi guitarra» (con Alejandro Lerner) | Ricardo Montaner · Pablo Manavello                             | 5:02     |  |
| 7.                 | «Debo cambiar de amor»                          | Ed. Elam Brazil Adapt: al español: Ricardo Montaner            | 3:40     |  |
| 8.                 | «¿Qué le diré, qué me dirá?»                    | Ricardo Montaner · Pablo Manavello                             | 4:02     |  |
| 9.                 | «Haciendo camino»                               | Claudio Baglioni Adapt: al español: Ricardo Montaner           | 4:25     |  |

## Créditos del álbum[6]
- Voz: Ricardo Montaner.
- Teclados y Programación: Luis Olivier.
- Guitarras y mandolina: Pablo Manavello.
- Percusión: Nene Quintero y Ricardo Delgado.
- Trompetas: Gustavo Aranguren y Rafael Araujo.
- Saxo tenor: Benjamín Brea.
- Saxo alto y soprano: Glenn Tomassi.
- Saxo barítono: José Pepe Vera.
- Trombón: Pablo Santaella.
- Coros: Meiber Acuña, Beatriz Corona, Francis Benítez, Sofía "La Nena" Pulido, Óscar Galiar, Edgar Salazar, Eduardo Stambury, Jesús Enrique, Pedro Castillo y Androcles.

- Músico invitado: Alejandro Lerner (voz en la pista B-1).

- Arreglos: Pablo Manavello.
- Grabado en Bellomo.
- Diseño gráfico y fotos: Marieugenia Marcano C.

© MCMLXXXVIII. Universal Music (Venezuela). S.A.